# アーサー・ポー
アーサー・ポー（Arthur. Poe）とは、レモニー・スニケットの小説、『世にも不幸なできごと』に登場する架空の人物。映画『レモニー・スニケットの世にも不幸せな物語』ではティモシー・スポールが演じている。

## 職業
都市の「取り立て金の運用銀行」の銀行員。ボードレール家の遺産の管理を任されている。

## 性格
鈍感で頼りない。孤児たちはオラフ伯爵が変装して現れるとすぐに気づくのに、彼は孤児たちがオラフ伯爵の正体を暴くまでそのことに気づかなかった。

## 家族
妻のポリー、息子のエドガーとアルバートの4人暮らし。彼らの家は「腐った花のようなにおい」がする。

## 特徴
白いハンカチを持っていて、しょっちゅうその中に咳き込む（筆者によると彼は常に風邪を引いているらしい）。

## 登場する巻
- 第1巻 『最悪のはじまり』 (THE BAD BEGINNING)
- 第2巻 『爬虫類の部屋にきた』 (THE REPTILE ROOM)
- 第3巻 『大きな窓に気をつけろ』 (THE WIDE WINDOW)
- 第4巻 『残酷な材木工場』 (THE MISERABLE MILL)
- 第5巻 『おしおきの寄宿学校』 (THE AUSTERE ACADEMY)
- 第6巻 『まやかしエレベーター』 (THE ERSATZ ELEVATOR)
- 第7巻 『鼻持ちならない村』 (THE VILE VILLAGE)
- 第11巻 『ぶきみな岩屋』 (THE GRIM GROTTO)
- 第12巻 『終わりから二番目の危機』 (THE PENULTIMATE PERIL)